# Koszewko

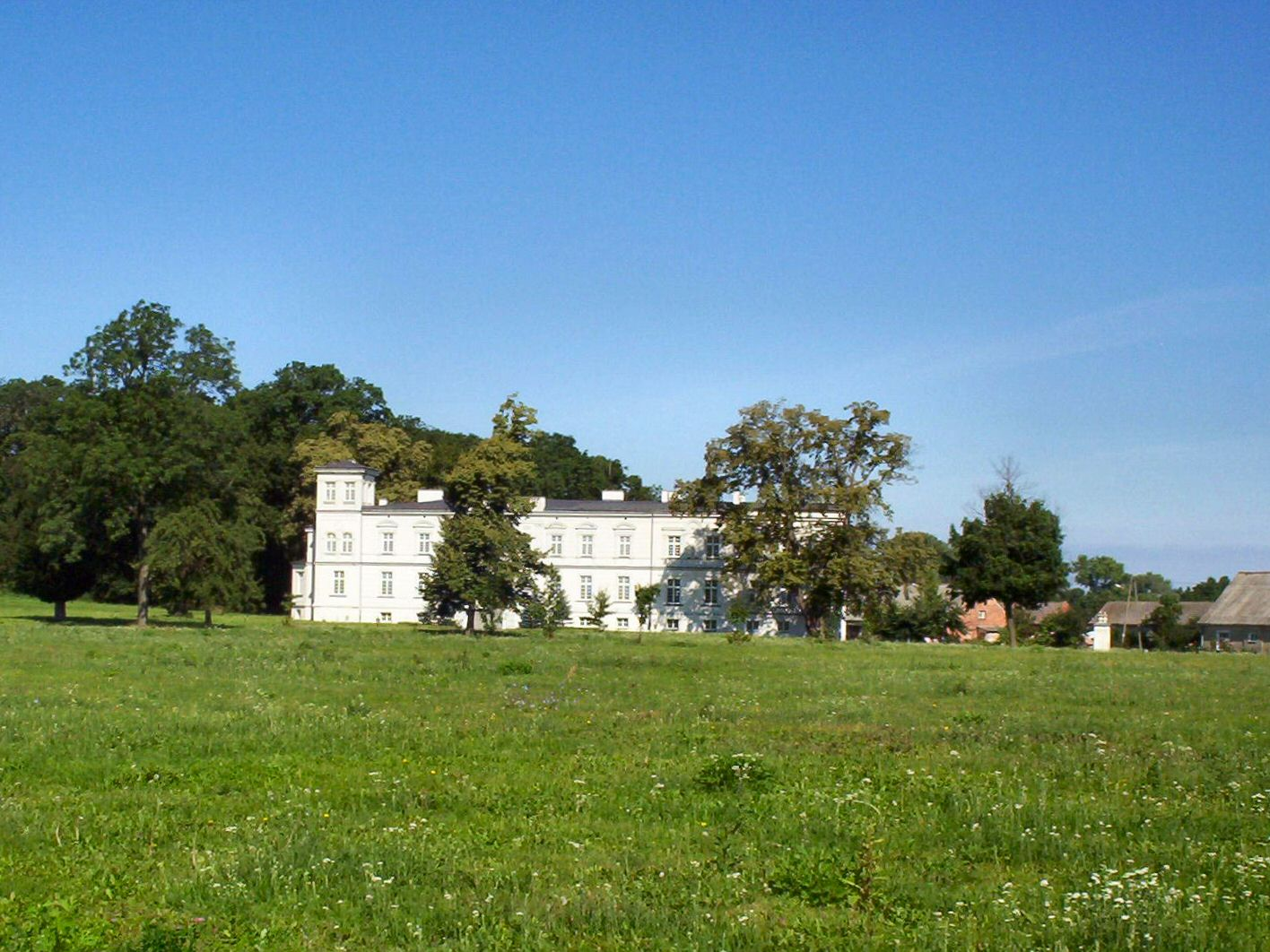
Pałac w Koszewku

Koszewko (niem. Klein Küssow) – osada w Polsce położona w województwie zachodniopomorskim, w powiecie stargardzkim, w gminie Stargard.

## Historia
Wieś powstała na początku XIII wieku, na słowiańskim grodzisku z IX–X wieku. Tuż po powstaniu Koszewko zostało przekazane zakonowi cystersów w Kołbaczu, zaś w 1236 zostało przekazane jako własność dla biskupów kamieńskich. Od XIV wieku folwark.
W latach 1975–1998 miejscowość administracyjnie należała do województwa szczecińskiego.

## Położenie
Wieś leży na Równinie Pyrzycko-Stargardzkiej, nad wschodnim brzegiem jeziora Miedwie, przy ujściu Gowiennicy.

## Komunikacja
Do Koszewka można dojechać linią autobusową obsługiwaną przez MPK Stargard.

## Warto zobaczyć
- neorenesansowy pałac z XIX wieku, przebudowany w 1922 roku,
- park o powierzchni 7,6 ha, założony w XVIII wieku, w którym na uwagę zasługują drzewa pomnikowe – buk, cztery lipy drobnolistne i dwa jesiony, oraz aleja kasztanowa z lat 30. XX wieku,
- późnogotycki kościół pw. św. Teresy od Dzieciątka Jezus, z pierwszej połowy XVI wieku, przebudowany w 1709 roku, wewnątrz barokowy ołtarz z 1723[5].